# كيم جي يونغ
كيم هي جونغ (بالكورية: 김희정)‏ هي ممثلة كورية جنوبية. ولدت يوم 8 يوليو 2005 في تشونان في كوريا الجنوبية.

## روابط خارجية
- كيم جي يونغ على موقع IMDb (الإنجليزية)
- كيم جي يونغ على موقع قاعدة بيانات الفيلم (الإنجليزية)